# Dirk ter Haar
Dirk ter Haar (* 19. April 1919 in Oosterwolde; † 3. September 2002 in Drachten) war ein britisch-niederländischer Physiker.

## Leben
Dirk ter Haar studierte Physik an der Universität Leiden, an der er 1948 bei Hendrik Anthony Kramers über die Ursprünge des Sonnensystems promoviert wurde. 1949 wurde er Professor an der Universität St. Andrews und zog 1950 ganz nach England, wo er ab 1956 Lecturer, ab 1959 Reader und ab 1959 Fellow und Tutor am Magdalen College der Universität Oxford war. 1986 wurde er emeritiert.
Er war Gastwissenschaftler am Niels-Bohr-Institut in Kopenhagen und Gastprofessor an der Purdue University und der Indiana University.
Dirk ter Haar befasste sich mit statistischer Mechanik, Astrophysik, Quantenmechanik, Vielteilchentheorie, Tieftemperatur- und Festkörperphysik. Er schrieb verschiedene Physik-Bücher, darunter ein Lehrbuch der Statistischen Mechanik und Biographien von Lew Landau und Kramers, und übersetzte Physik-Bücher für Pergamon Press aus dem Russischen.
Er war Herausgeber von Physics Letters A (und davor seit 1952 von Physics Letters) und der Natural Philosophy Reihe von Pergamon Press. Ter Haar war seit 1952 Fellow der Royal Society of Edinburgh. 1966 wurde er zum korrespondierenden Mitglied der Königlich Niederländischen Akademie der Wissenschaften (KNAW) gewählt. Er hatte die britische Staatsbürgerschaft.
Er war seit 1947 mit Christine Janet Lound verheiratet und hatte zwei Söhne und eine Tochter Gail, die ebenfalls Physik-Professorin wurde (Reader, medizinischer Ultraschall).
Zu seinen Doktoranden gehört Anthony J. Leggett.

## Schriften
- Elements of Statistical Mechanics. London: Constable, 1954, 2. Auflage New York: Rinehart and Winston 1966, 3. Auflage Butterworth-Heinemann 1995
- Introduction to the physics of many body systems, Interscience 1958
- mit H. Wergeland, Elements of Thermodynamics, Addison-Wesley, 1960
- Elements of Thermostatics, 2. Auflage, Holt, Rinehart and Winston 1966
- Elements of Hamiltonian Mechanics, Pergamon Press, Oxford, 1961, 1964
- (Herausgeber und Einleitung): The Old Quantum Theory, Pergamon Press, Oxford, 1967 (Reprint Band)
- mit A. G. W. Cameron: Historical review of theories of the origin of the solar system. In: R. Jastrow, A. G. W. Cameron (Herausgeber): Origin of the Solar System, Academic Press, 1963, S. 4–37.
- On the Origin of the Solar System, Annual Review of Astronomy and Astrophysics, Band 5, 1967, 267, Online
- Lectures on Selected Topics in Statistical Mechanics, Pergamon Press, Oxford, 1977.
- Master of Modern Physics. The Scientific Contributions of H. A. Kramers, Princeton University Press, 1998.
- Men of Physics: L. D. Landau. Vol. 1, Low temperature and solid state physics, Pergamon Press 1965
- Herausgeber: Problems in quantum mechanics, 3. Auflage, London: Pion 1975

Er war Mitherausgeber gesammelter Werke von Andrei Sacharow, Lew Landau und Pjotr Leonidowitsch Kapiza in englischer Sprache.